# سيتار تانريوجين
سيتار تانريوجين (بالتركية: Settar Tanrıöğen)‏ هو ممثل تركي، ولد في 22 أكتوبر 1960 في تركيا.

## وصلات خارجية
- سيتار تانريوجين على موقع IMDb (الإنجليزية)
- سيتار تانريوجين على موقع ألو سيني (الفرنسية)
- سيتار تانريوجين على موقع أول موفي (الإنجليزية)
- سيتار تانريوجين على موقع قاعدة بيانات الفيلم (الإنجليزية)
- سيتار تانريوجين على موقع كينوبويسك (الروسية)